# お墓がない!
『お墓がない!』（おはかがない!）は、1998年2月7日公開の日本映画。監督は原隆仁。『夜逃げ屋本舗』のように、死や葬式といった社会派的題材も扱ったコメディ映画。

## あらすじ
人気女優の桜咲節子は、役作りのために検査を受けた大学病院で、自分が癌に侵され余命幾ばくもないと勘違い。孤児院出身で先祖代々の墓を持っていなかった節子は、霊園会社の新人川嶋とともに自らに相応しい墓探しに奔走する。日本の葬式に対する様々な仕来たりにふれた桜咲は、大事なのは墓よりも心が通い合うことだという結論を出す。

## スタッフ
- 監督：原隆仁
- 脚本：大森寿美男
- 製作：鈴木光、久板順一朗、関一由
- プロデューサー：山本勉、三沢和子、山形淳二
- 助監督：杉山泰一
- 撮影：前田米造
- 編集：川島章正
- 音楽：大島ミチル
- 音楽プロデューサー：伊藤圭一
- 主題歌：小比類巻かほる「What A Wonderful World」
- 挿入歌：「誰も寝てはならぬ」（歌劇「トゥーランドット」より）

## キャスト
| 役名             | 俳優               |
| ---------------- | ------------------ |
| 桜咲節子         | 岩下志麻           |
| 川嶋一平         | 袴田吉彦           |
| 一風弓           | 安達祐実           |
| 松江敏子         | 高橋ひとみ         |
| 西大路陽三       | 石橋蓮司           |
| 白鷺幸三         | 橋爪功             |
| 辻沼信一         | 村野武範           |
| 田部井医師       | 金田明夫           |
| 高木登           | 田口トモロヲ       |
| 川嶋克子         | 森山良子           |
| 川嶋初美         | 中山忍             |
| 川嶋未樹         | 木村優希           |
| 敏江             | 天地真理           |
| サワ             | 石井トミコ         |
| 中村             | 秋野太作           |
| おでん屋のおやじ | ミッキー・カーチス |
| 遺族の夫人       | 友里千賀子         |
| 川田             | 三上大和           |
| 山田             | 織田無道           |
| 村井             | 桜井センリ         |
| 看護婦長         | 柴田理恵           |
| 夢野             | 八木亜希子         |
| 若松             | 高松英郎           |
| ミヨ             | 土屋久美子         |